# Andilly-en-Bassigny
 Andilly-en-Bassigny  es una población y comuna francesa, en la región de Champaña-Ardenas, departamento de Alto Marne, en el distrito de Langres y cantón de Neuilly-l'Évêque.

## Demografía
| 217 | 182 | 128 | 128 | 112 | 104 |
| Para los censos de 1962 a 1999 la población legal corresponde a la población sin duplicidades (Fuente: INSEE [Consultar]) |     |     |     |     |     |